# دايفيد لورانس
دايفيد لورانس هو ممثل كندي، ولد في 1976.

## وصلات خارجية
- دايفيد لورانس على موقع IMDb (الإنجليزية)
- دايفيد لورانس على موقع قاعدة بيانات الفيلم (الإنجليزية)